# Liste des présidents de la SNCF
Le président de la SNCF est le président du conseil d'administration ou du directoire de la Société nationale des chemins de fer français (SNCF). Cet article les recense par ordre chronologique, depuis la création de cette société en 1937.
| Décret de nomination | Décret de nomination | Nom                    | Commentaire | Photo |
| -------------------- | -------------------- | ---------------------- | --- | ----- |
| 31 août 1937         | [ a ]                | Pierre Guinand         | Premier président de la Cour des comptes, démis de ses fonctions par le gouvernement de Vichy |       |
| 11 septembre 1940    | [ b ]                | Pierre-Eugène Fournier | Gouverneur de la Banque de France, contraint de quitter sa fonction en raison de son rôle durant l'Occupation                                                                                     |       |
| 2 septembre 1946     | [ c ]                | Marcel Flouret         | Polytechnicien X-Ponts, sera poussé à démissionner pour avoir trop investi dans l'électrification                                                                                                 |       |
| 13 mai 1949          | [ d ]                | Pierre Tissier         | Conseiller d'État, secrétaire général de la coordination de la France libre, décédé subitement |       |
| 3 février 1955       | [ e ]                | Louis Armand           | Polytechnicien X-Mines, directeur général de la SNCF |       |
| 23 janvier 1958      | [ f ]                | André Ségalat          | Secrétaire général du Gouvernement |       |
| 1er septembre 1975   | [ g ]                | Jacques Pélissier      | Ingénieur agronome, directeur de cabinet de Jacques Chirac |       |
| 5 août 1981          | [ h ]                | André Chadeau          | École libre des sciences politiques, conseiller de Pierre Mauroy, démissionne après les accidents meurtriers d'Argenton-sur-Creuse et de de Flaujac                                               |       |
| 23 février 1983      | [ i ]                | André Chadeau          | École libre des sciences politiques, conseiller de Pierre Mauroy, démissionne après les accidents meurtriers d'Argenton-sur-Creuse et de de Flaujac                                               |       |
| 19 septembre 1985    | [ j ]                | Philippe Essig         | Polytechnicien X-Ponts, directeur général de la RATP |       |
| 29 février 1988      | [ k ]                | Philippe Rouvillois    | ENA, inspecteur des finances, directeur adjoint de la SNCF, chargé des finances, démissionne le 7 août 1988 après les accidents de la gare de l'Est (août 1988) et de la gare de Lyon (juin 1988) |       |
| 24 août 1988         | [ l ]                | Jacques Fournier       | ENA, président de Gaz de France |       |
| 1er mars 1993        | [ m ]                | Jacques Fournier       | ENA, président de Gaz de France |       |
| 2 mai 1994           | [ n ]                | Jean Bergougnoux       | Polytechnicien, ENSAE, directeur général d'EDF, a démissionné à la suite de la grande grève de 1995                                                                                               |       |
| 21 décembre 1995     | [ o ]                | Loïk Le Floch-Prigent  | Institut polytechnique de Grenoble, président de Gaz de France, démissionne après sa mise en examen dans l'affaire Elf                                                                            |       |
| 24 juillet 1996      | [ p ]                | Louis Gallois          | HEC, ENA, PDG de l'Aérospatiale |       |
| 26 février 1998      | [ q ]                | Louis Gallois          | HEC, ENA, PDG de l'Aérospatiale |       |
| 27 février 2003      | [ r ]                | Louis Gallois          | HEC, ENA, PDG de l'Aérospatiale |       |
| 12 juillet 2006      | [ s ]                | Anne-Marie Idrac       | IEP Paris, ENA, PDG de la RATP |       |
| 27 février 2008      | [ t ]                | Guillaume Pepy         | IEP Paris, ENA, président de l'EPIC SNCF Mobilités depuis 2015 |       |
| 21 mars 2013         | [ u ]                | Guillaume Pepy         | IEP Paris, ENA, président de l'EPIC SNCF Mobilités depuis 2015 |       |
| 9 octobre 2019       | [ v ]                | Jean-Pierre Farandou   | École des mines, président de Keolis depuis 2012 |       |